# Joachim Betke

Bildnis Joachim Betkes nach Martin Friedrich Seidels Bilder-Sammlung

Joachim Betke, auch Joachimus Betke, Joachim Bethke, Joachim Betkius und Joachim Beatus (* 8. Oktober 1601 in Spandau; † 12. Dezember 1663 in Linum (Fehrbellin)) war ein deutscher evangelischer Theologe und Spiritualist.

## Leben
In Spandau geboren, besuchte er zunächst die Schule seines Heimatorts, später die Gymnasien in Dresden und Gera. Am 1. Juni 1624 immatrikulierte er sich an der Universität Wittenberg. Er war zunächst als Konrektor in Neuruppin tätig, bis sich ihm 1628 ein Pastorat in Linum bei Fehrbellin bot, wo er den Rest seines Lebens verbrachte. Am 28. Januar 1628 heiratete er Gratia Pankow, geb. Wagner. Die Ehe blieb kinderlos. Nach langer Krankheit verstarb er 1663 in Linum.
Betke war ein Theologe, der sich während des Dreißigjährigen Krieges gegen die Verrohung der Gesellschaft und die Gehorsamsverweigerung gegenüber der Obrigkeit einsetzte. Seine Schriften sind von einem mystischen Spiritualismus geprägt. Als Vertreter eines ethischen Christentums forderte er im Sinne Luthers die Wiederaufnahme des geistlichen Priestertums der Laien und wendete sich damit gegen das orthodoxe Monopol der Theologen. Er sah darin die Möglichkeit, dass die Christen zum „rechten Glauben“ zurückfänden, der laut Betke vom Bild des leidenden Christus geprägt war. Mit seiner Haltung fand er Zuspruch von Johann Valentin Andreae, Gottfried Arnold und Philipp Jacob Spener, die in ihren Werken die Ideen Betkes aufnahmen und weiterinterpretierten. Sein Haus in Linum wurde zum Zufluchtsort vieler Verfolgter wie Friedrich Breckling und Christian Hoburg.

## Werke (Auswahl)
- Christianismus ethnicus, h. e. eine Predigt, darinn gezeiget wird, wie wir Christen, die wir zuvor Heyden gewesen, heute zu Tage nicht Christlich, sondern noch heydnisch leben. Runge, Berlin 1633. (Digitalisat)
- Mensio Christianismi Et Ministerii Germaniae, Das ist Geistliche Abmessung unsers heutigen Christenthumbs und Predigampts, ob beydes Christisch und Apostolisch sey. Amsterdam 1636. (Digitalisat)
- Mysterium crucis, crux angusta porta est, & stricta via, quae abducit ad vitam : hoc est schrifftliche Eröffnung der Geheymnissen und Krafft deß Creutzes Christi nebenst Beweysung, daß dasselbe Creutz die enge Pforte, unnd schmaler Weg sey. Berlin 1637. (Digitalisat)
- Sacerdotium, hoc est, Neutestamentisches Kgl. Priesterthumb. Amsterdam 1640. (Digitalisat)
- Antichristenthum. Bruyn, Amsterdam 1650. (Digitalisat)
- Irenicum d.i. trewhertzige Vermahnunge, an das gantze Christen-Volck, von den gegenwärtigen türckischen Kriegen, Würgen, Morden ... abzustehen, dagegen aber in Liebe u. Friede. Amsterdam 1644.
- Göttliche Leidens-Gemeinschafft der wahren Glieder Christi mit ihrem Häupt Christo. Auf das heilige Oster-Fest des 1637. Jahrs einfältig nach der Gabe Christi zu Lienumb geprediget. Cunradius, Amsterdam 1670. (Digitalisat)
- Excidium Germaniæ. das ist: Gründlicher und warhaffter Bericht/ wer daran Ursach/ daß/ zur Zeit des Alten Testaments/ das Judenthum/ und zur Zeit des Neuen Testaments/ Deutschland/ zum zehnfachen Sodom worden/ und Gott deswegen mit Schwerdt/ Krieg/ Hunger und Pest/ als seines Zorns Plagen/ dasselbe verderben/ ausbrennen/ schleiffen/ zur Wüsten machen/ und Menschen und Vieh darinnen ohne Barmhertzigkeit ausrotten lassen; und vollends/ wie das Alte Israel (nach der Drewung Pauli Rom. 11 v 20.) von seinem Angesichte verstossen muß : Samt einer kurtzen Delineation des Decreti Stultitiæ, oder Abbildung des Geheimnüsses der Göttlichen Thorheit / Durch Joachimum Betkium, Weyland treuen Zeugen und Dienern Jesu Christi, des Königs über alle Könige/ zu Linum in der Marck Brandenburg verfertiget. Hrsg. Friedrich Breckling. Amsterdam 1701. (Digitalisat)